# XPointer
XPointer est une spécification du W3C dont l'objectif est de permettre de désigner un fragment de document XML en ligne, c'est-à-dire lui-même désigné par une URL.
Dans ce but, XPointer utilise la syntaxe XPath, enrichie d'options permettant de désigner des portions de document (range).